# Canal du Congo
Pour les articles homonymes, voir Congo.
Le canal du Congo est un projet de construction d’un canal à proximité du fleuve Congo en République démocratique du Congo pour surmonter les chutes d'Inga et les chutes Livingstone puis parvenir au Pool Malebo, à proximité de Kinshasa et Brazzaville à environ 300 mètres d'altitude. Il a été étudié à diverses reprises du temps du Congo belge par plusieurs spécialistes belges du génie hydraulique (notamment le Colonel Pierre Van Deuren dans son ouvrage « Aménagement du Bas-Congo », 1928). En 1971, le professeur Nicolas Dehousse et son assistant Robert Arnould (Université de Liège) mènent une campagne de faisabilité technique dans le Bas-Congo pour la construction d’un tel canal permettant le passage de barges et bateaux de 6 000 tonnes. 
Le projet fut notamment porté par Charles Vanacker, Pol Mouzon et Guido Hendrickx dans le cadre de leur projet d'emphytéose Moanda. Il reste soutenu par un groupe de chercheurs de l'Université de Liège dans le cadre du projet KINOC.
Il est apparu lors des études ainsi réalisées qu’il ne pouvait être envisagé un canal passant par ou à proximité du fleuve Congo lui-même pour ce qui est de son tracé en aval des barrages d'Inga. Celui-ci débuterait quelques kilomètres en amont de Boma, face à l’île des Princes. Dès lors, le parcours emprunterait des vallées annexes, principalement celle de la rivière Mao, barrées pour permettre la réalisation de biefs navigables, et une crête devra être passée par des écluses (ou des ascenseurs à bateaux), ainsi qu’il en est du tracé du canal de Panama. En remontant vers l’amont, c’est un total de 6 écluses qui devraient être construites pour parvenir à un bief situé à une altitude de 300 mètres. Les biefs intermédiaires seront créés par des barrages sur des affluents du fleuve Congo.

Le projet Grand Inga.

- écluse A, accès à un bief à 50 mètres d’altitude
- écluse B, accès à un bief à 100 mètres d’altitude
- écluse C, accès à un bief à 150 mètres d’altitude
- écluse D, accès à un bief à 200 mètres d’altitude
- écluse E, accès à un bief à 250 mètres d’altitude
- écluse F, accès à un bief à 300 mètres d’altitude

De ce bief à 300 mètres d’altitude, deux écluses (H et G) permettront de rejoindre le bief situé en amont d’Inga, à 205 mètres d’altitude. Deux canaux de 8 puis de 1 kilomètres permettront de rejoindre le Grand lac de retenue généré par le projet de barrage Grand Inga.
De là, la navigation redevient possible sur un bief unique sur une longueur d’environ 173 kilomètres, jusqu’au rétrécissement de Kalankala, où le fleuve ne dépasse pas 350 mètres de largeur. Un barrage devrait à cet endroit être construit pour permettre la réalisation d’un bief à 305 mètres d’altitude et d’ainsi surmonter les chutes Livingstone. Deux écluses de 50 mètres à flanc de rive gauche (en République démocratique du Congo, mais non comprises dans le territoire de l'emphytéose Moanda) devraient ainsi permettre d’atteindre le Pool Malebo, et les deux capitales Kinshasa et Brazzaville.
Si techniquement et économiquement le projet semble viable, les réticences de la part d'investisseurs éventuels proviennent du risque politique récurrent depuis plusieurs dizaines d'années dans la région, et qui existe toujours en RDC. Le projet contesté de l'emphytéose Moanda se propose d'apporter notamment une solution qui permettrait d'assurer la pérennité de l'entreprise.